# Jacek Popiel (pilot)
Jacek Popiel, ps. Lipek (ur. 5 sierpnia 1928 w Lubaczowie, zm. 3 grudnia 2019) – polski pilot i instruktor szybowcowy, jeden z założycieli Aeroklubu Gliwickiego, partyzant, żołnierz Armii Krajowej.

## Życiorys
Pierwsze lata życia spędził w Żółkwi koło Lwowa, tam uczęszczał do szkoły powszechnej . Ojciec jego był wojskowym – dowódcą 1. batalionu 39. pułku piechoty w Lubaczowie. W 1944 w obawie przed mordami ukraińskich nacjonalistów wraz z całą jego rodziną sprowadził się do Łęk Dolnych koło Pilzna. Jako kilkunastoletni chłopiec wstąpił do partyzanckiego oddziału, batalionu „Barbara”, którego dowódcą był kpt. Leliwa. Od sierpnia do października 1944 uczestniczył w kilku akcjach zbrojnych, w których partyzanci starli się z okupantem, m.in. w bitwie pod Jamną, gdzie w 1944, jako partyzant, brał udział w największym boju stoczonym przez żołnierzy AK z Niemcami w ramach akcji „Burza”. Po wojnie przeniósł się z rodziną na Śląsk, tu zdał maturę i podjął pracę.
Zbierał i publikował materiały związane z działalnością Armii Krajowej na kresach wschodnich i w okolicach Tarnowa z którym związany był rodzinnie .
Był autorem książki Jak się drzewiej latało: wspomnienia pilota szybowcowego .
Zmarł 3 grudnia 2019. Uroczystość pożegnalna odbędzie się 7 grudnia 2019 na cmentarzu parafialnym w Łękach Górnych.

## Działalność lotnicza
Szkolenie lotnicze rozpoczął na kursie szybowcowym w 1947, w szkole szybownictwa, w Goleszowie. Pierwszy skok ze spadochronem wykonał w 1953 z samolotu Po-2 metodą „Na linę”, pilotowanego przez Jana Kozłowskiego, po instruktażu udzielonym przez instruktora spadochronowego Franciszka Wójcikiewicza. 17 maja 1956 Komisja Sportowa Aeroklubu PRL zatwierdziła Jacka Popiela jako jednego z pierwszych komisarzy sportowych Aeroklubu Gliwickiego. Uprawnienia instruktora szybowcowego uzyskał w 1959. Był jednym z założycieli Aeroklubu Gliwickiego. W 1963, w IX Całorocznych Zawodach Szybowcowych o Memoriał Ryszarda Bittnera zajął 184–193 miejsce. 15 stycznia 1969 uzyskał na fali tatrzańskiej diament za przewyższenie powyżej 5000 m uzyskując wysokość absolutną 8250 m (2. wynik w Polsce w 1969) i 16 stycznia 1969 uzyskując wysokość 6130 m (6. wynik). Zdobył złotą odznakę szybowcową z dwoma diamentami. Posiadał 1 klasę pilota i instruktora szybowcowego. 14–22 sierpnia 1999 zajął VI miejsce podczas I Zawodów i Zlocie Zabytkowych Szybowców o Memoriał Stanisława Hanuska w Gliwicach. 20 kwietnia 2007 na Walnym Zgromadzeniu Sprawozdawczo–Wyborczym AGl, Jackowi Popielowi nadano tytuł członka honorowego Aeroklubu Gliwickiego. 22 lipca 2007 wykonał swój lot nr 10 000. Start odbył się za wyciągarką na szybowcu typu SZD-9 Bocian. Spędził w powietrzu do 2014 ponad 2200 godz., wykonał 10 600 lotów, jako instruktor społeczny wyszkolił w tym czasie ponad 120 kandydatów na pilotów szybowcowych .
Przez wiele lat był członkiem Zarządu, Komisji Rewizyjnej oraz Sądu Koleżeńskiego Aeroklubu Gliwickiego . Jako członek Klubu Zabytkowych Szybowców przy Aeroklubie Gliwickim, wraz z Witoldem Nowakiem i Franciszkiem Adamczakiem zbudował replikę polskiego przedwojennego szybowca IS-A Salamandra. 6 października 2016 szybowiec ten przeszedł pomyślnie odbiór przez Komisję z Urzędu Lotnictwa Cywilnego. 18 września 2017 Witold Nowak dokonał pierwszego oblotu tego szybowca w Aeroklubie Gliwickim, za wyciągarką WS-02-JK. Proces budowy rozpoczął się w 2003 z części przekazanych przez Muzeum Lotnictwa Polskiego z zamiarem przywrócenia go do stanu lotnego.
W 1970 Jacek Popiel otrzymał Odznakę Zasłużonego Działacza Lotnictwa Sportowego. 20 kwietnia 2007 został mu nadany Tytuł członka honorowego Aeroklubu Gliwickiego. We wrześniu 2014 jako zasłużony społeczny instruktor Aeroklubu Gliwickiego został odznaczony przez Prezydenta Rzeczypospolitej Polskiej złotym Krzyżem Zasługi.

## Zdobyte odznaki szybowcowe
Odznaki szybowcowe zdobyte przez Jacka Popiela podano za: Tadeusz Lewicki (pilot): 60 lat Sekcji Szybowcowej Aeroklubu Gliwickiego 1955–2015. s. 196, 198, 200.
Złota odznaka szybowcowa
| Nr odznaki | Przewyższenie | Przelot | Data       |
| ---------- | ------------- | ------- | ---------- |
| 736        | 6130 m        | 304 km  | 16.01.1969 |

Diamenty za przelot docelowy/po trasie zamkniętej 300 km
| Nr rejestru | Długość przelotu | Data       |
| ----------- | ---------------- | ---------- |
| 584         | 304 km           | 29.05.1963 |

Diamenty za przewyższenie 5000 m
| Nr rejestru | Przewyższenie | Data       |
| ----------- | ------------- | ---------- |
| 412         | 6130 m        | 16.01.1969 |